# Джоузеф Грималди
Джоузеф Грималди (на английски: Joseph Grimaldi) е английски актьор, комик и танцьор.

## Биография
Той е роден на 18 декември 1778 г. в Лондон в семейство на актьори. Започнал кариерата от най-ранна възраст, в първите години на ХІХ век Грималди се превръща в основна фигура в британската пантомима, като клоуните в арлекинадата започват да наричат на негово име „Джоуи“.
Джоузеф Грималди умира на 31 май 1837 г. в Лондон.